# Damon longispinatus
Damon longispinatus är en spindeldjursart som beskrevs av Peter Weygoldt 1999. Damon longispinatus ingår i släktet Damon och familjen Phrynichidae. Inga underarter finns listade i Catalogue of Life.